# Lago Steffen
El lago Steffen es un lago de origen glaciar ubicado en la provincia de Río Negro, Argentina, en el departamento Bariloche. Tiene una superficie aproximada de 590 hectáreas y ocupa un profundo valle.
A pesar de estar ubicado en la Argentina, su nombre rinde homenaje al geógrafo alemán Hans Steffen, uno de los primeros exploradores de la zona, que trabajara en la Comisión Demarcadora de Límites Argentino-chilenos, y que intentara lograr que esta región perteneciera a Chile.

## Descripción
El lago Steffen se encuentra dentro del parque nacional Nahuel Huapi, cerca de su extremo sur, abarca una extensión de 5,9 km². Esta en una región en que el bosque andino patagónico permanece intacto, sin degradación por cultivo, urbanización o incendios. La vegetación dominante es la de un bosque denso, de altos coihues y otras fagáceas, con un sotobosque dominado por la caña coligüe. Es un destino favorito de turistas que tienen alguna experiencia en el turismo local por sus paisajes casi vírgenes. El lago es navegable y no suele estar afectado por oleajes peligrosos. Hoy el acceso al lago es nuevo. Una muy bien realizada y costosa obra que curiosamente termina en un camping particular y no en el sector público al cual se accede por un camino en no tan buen estado. Pero el premio más preciado es acceder hasta la cabecera oeste, desde la cual se puede salvar la corta distancia que los separa del vecino Lago Martín.
Es, también, un valioso destino para los pescadores de salmónidos, pues el hecho de formar parte de la cuenca del Río Manso permite el acceso hasta él de truchas de grandes dimensiones.
A través del río Manso, el lago pertenece a la cuenca del Océano Pacífico, como varios otros lagos del sur argentino. La causa de esto es que las cumbres ubicadas al oeste del lago – y del resto de la cuenca del río Manso – son notoriamente más altas que las ubicadas hacia el este.

## Acceso
Para acceder al lago desde la ruta 40, viniendo desde San Carlos de Bariloche o desde El Bolsón se necesita descender por un camino muy empinado, al punto que baja más de 400 metros en menos de 6 km.